# Pænda
Gabriela Horn (født 25. januar 1988), kendt som Paenda (ofte stiliseret som PÆNDA), er en østrigsk sanger, sangskriver og musikproducer. Hun skal repræsentere Østrig i Eurovision Song Contest 2019 med sangen "Limits", som blev udgivet den 8. marts.